# Carl Lutz

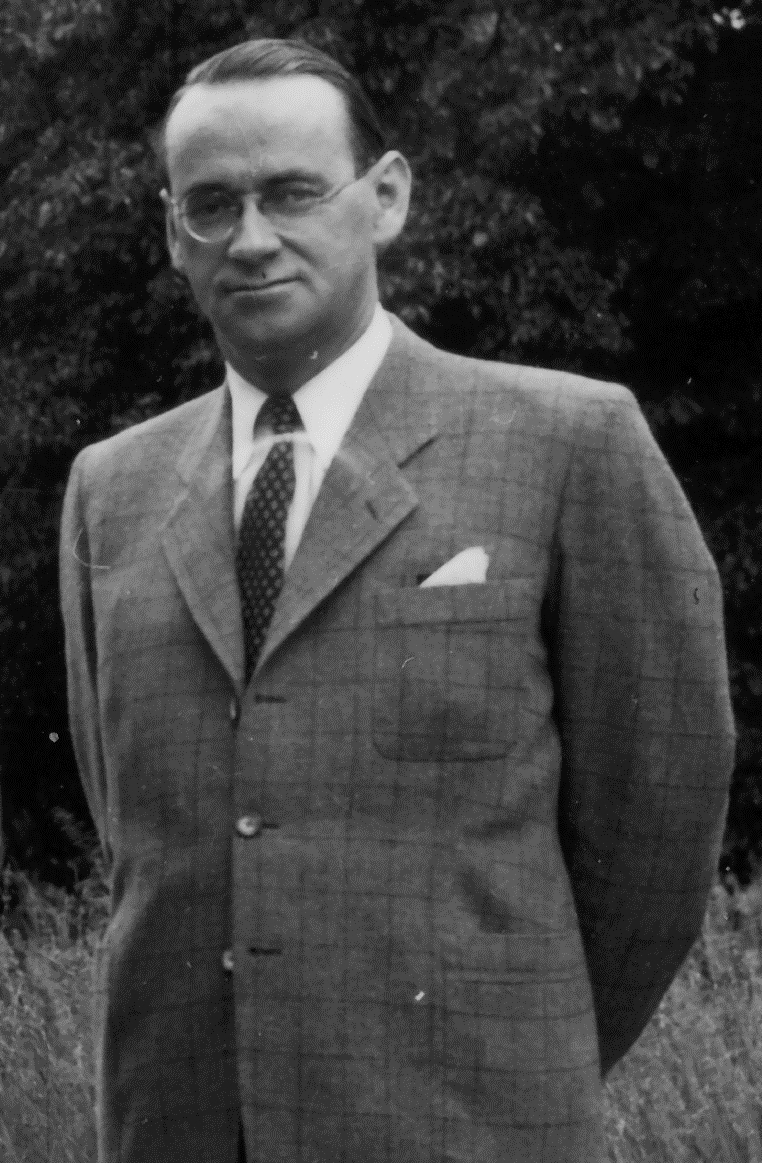
Carl Lutz (1944)

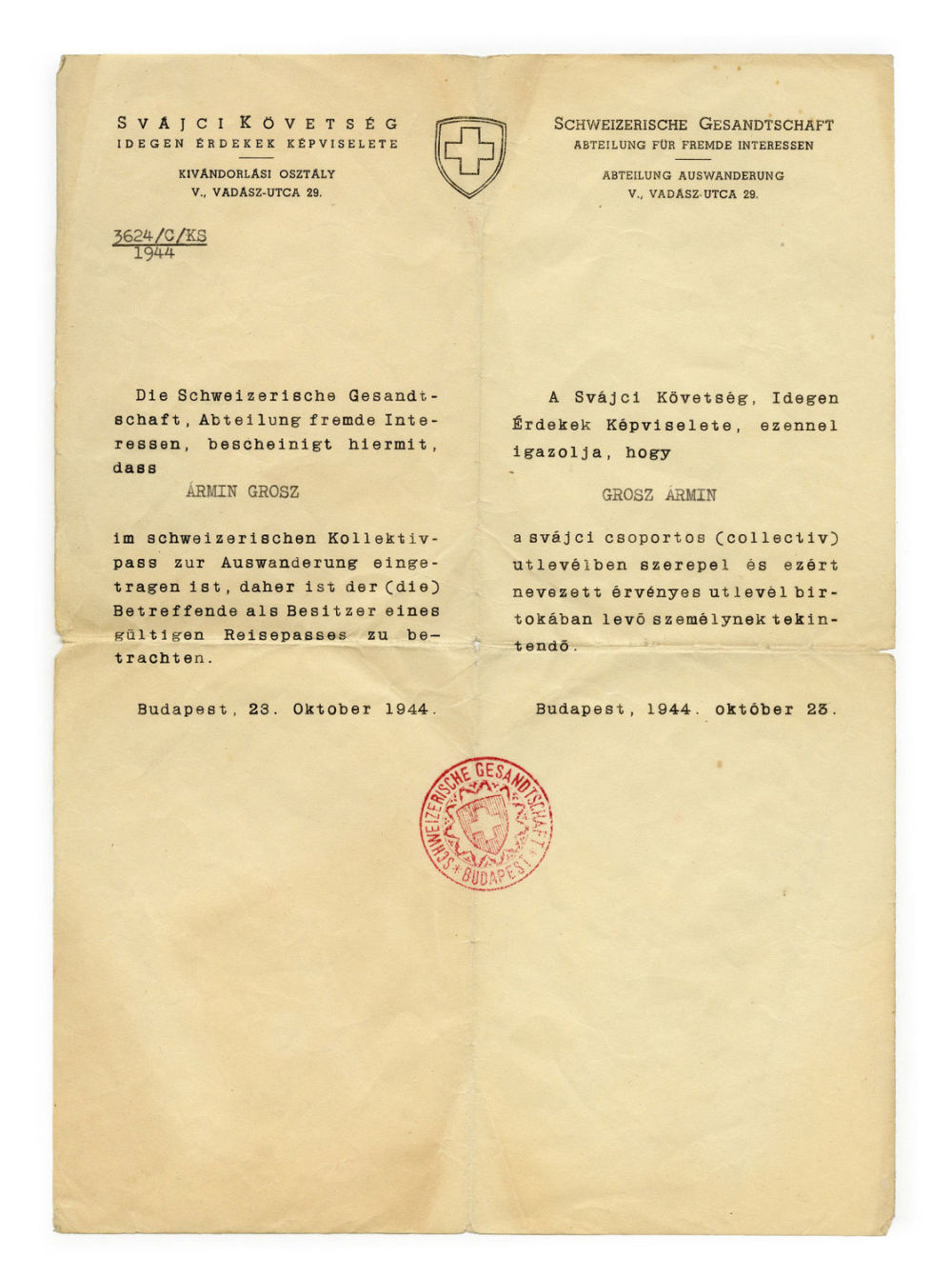
Schutzbrief aus dem Jahr 1944. Heute in der Sammlung des Jüdischen Museums der Schweiz.

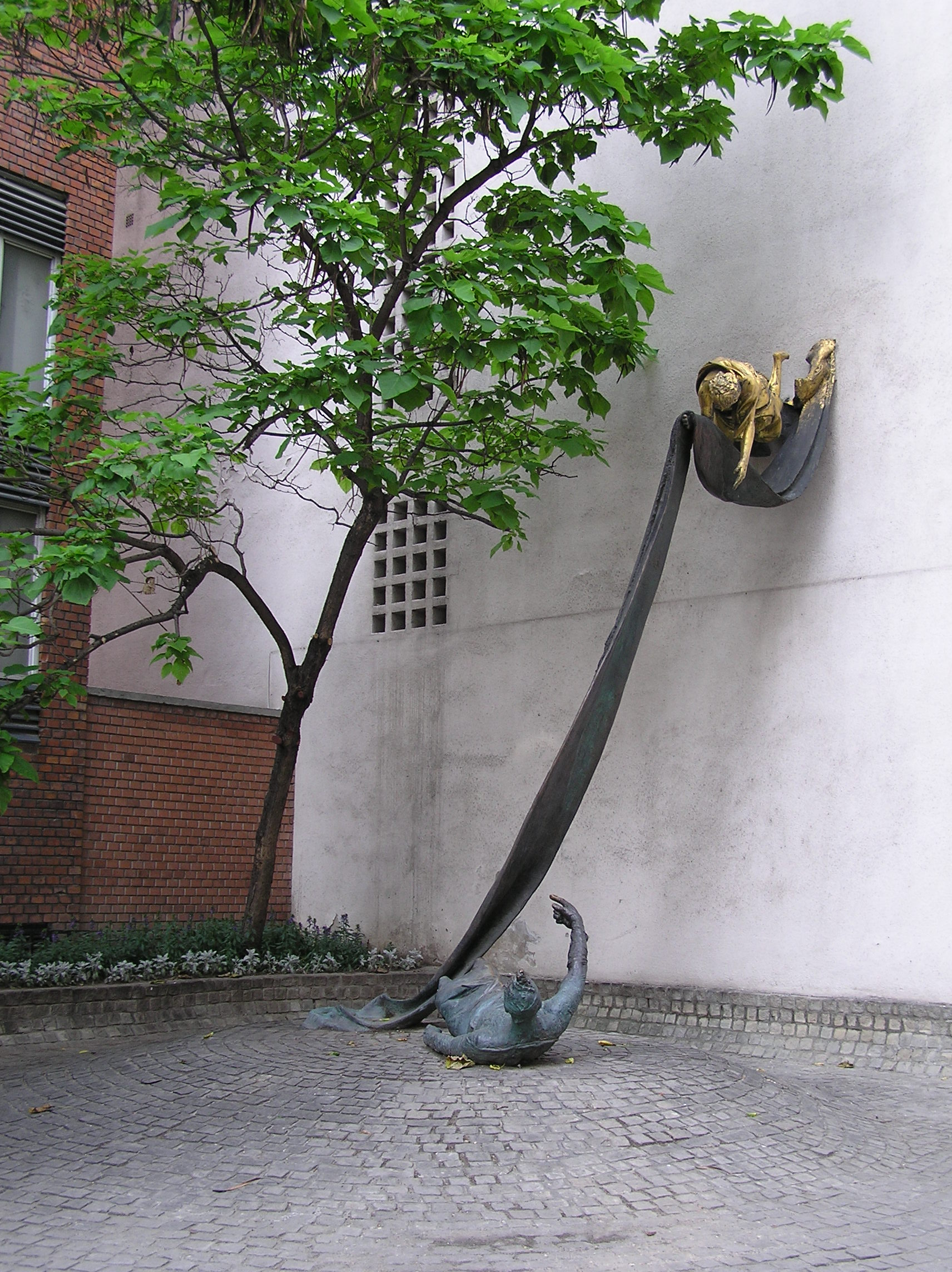
Gedenkstelle für Carl Lutz in Budapest

Carl Robert Lutz (* 30. März 1895 in Walzenhausen; † 12. Februar 1975 in Bern) war ein Schweizer Diplomat, der die grösste Rettung von Juden während des Zweiten Weltkriegs durchführte. Zusammen mit Widerstandskämpfern gelang es Carl Lutz, insgesamt 62'000 ungarische Juden zu retten.
Durch seine Anstrengungen überlebte die Hälfte der jüdischen Bevölkerung von Budapest und wurde nicht in die Vernichtungslager der Nationalsozialisten während des Holocausts deportiert. Dreimal wurde Lutz für den Friedensnobelpreis nominiert. Von Yad Vashem erhielt er den Ehrentitel Gerechter unter den Völkern.

## Leben

### Frühes Leben
Lutz wuchs als zweitjüngstes von zehn Kindern in Walzenhausen in einer frommen Familie auf, die die Methodistenkirche besuchte. Seine Mutter arbeitete als Lehrerin in der Sonntagsschule der Methodistengemeinde; sein frühverstorbener Vater betrieb einen Steinbruch. 1913 wanderte er in die Vereinigten Staaten aus. Er wollte Pfarrer werden, aufgrund seiner Schüchternheit gab er diesen Berufswunsch auf. Seit 1920 arbeitete er – anfänglich als Aushilfskraft – in der Schweizer Gesandtschaft in Washington, D.C. und später in den Konsulaten in Philadelphia und St. Louis.
Zusammen mit seiner Frau Gertrud Lutz-Fankhauser, der späteren UNICEF-Vizepräsidentin, die er in den USA während seiner Zeit am Schweizer Konsulat in St. Louis kennengelernt hatte, ging er 1935 an das Konsulat in Jaffa im Völkerbundsmandatsgebiet Palästina, wo er bis 1940 als Konsularbeamter arbeitete. Die Eheleute Lutz wurden Zeugen der dramatischen Unruhen zwischen arabischen und jüdischen Einwohnern Palästinas sowie zwischen Briten und Arabern.
Das Konsulat übernahm im britischen Mandatsgebiet die Auslandsvertretung des deutschen Generalkonsulats in Jerusalem im Rahmen der Schutzmachttätigkeit der Schweiz im Zweiten Weltkrieg. Lutz oblag die Betreuung Deutscher in Palästina, bis er 1940 nach Bern abberufen wurde.

### Budapest 1942–1945
Nach einem kurzen Aufenthalt in Berlin wurde er 1942 unter dem Gesandten Maximilian Jaeger als Vizekonsul an die Botschaft nach Budapest versetzt. Bekannt wurde er durch seinen Einsatz für ungarische Juden, wodurch über 60'000 Menschen – rund die Hälfte aller überlebenden ungarischen Juden – vor der Deportation und dem Holocaust gerettet wurden.
Er erreichte dies in seiner Position als Leiter der Abteilung «Fremde Interessen» an der Schweizer Botschaft, indem er ab Mai 1944 für Juden, die nach Palästina auswandern wollten, Schutzpässe und Schutzbriefe ausstellte. Dies bewahrte sie vor der Deportation nach Auschwitz, denn die ungarische Gendarmerie und das Eichmann-Kommando respektierten diese Papiere, wobei Lutz’ frühere Tätigkeit in Palästina, die Wahrnehmung deutscher diplomatischer Interessen gegenüber Grossbritannien im Jahre 1940, eine Rolle spielte.
Der schwedische Diplomat Raoul Wallenberg, der im Juli 1944 nach Budapest kam, informierte sich über die Vorgehensweise des Schweizers und arbeitete mit ihm zur Rettung von Budapester Juden zusammen. Wallenbergs Tätigkeit wurde weltweit durch den Fall seines mysteriösen Verschwindens bekannt, dagegen blieb Lutz als quasi unordentlicher Beamter in der Schweiz lange ungewürdigt. Kurz vor Ankunft der Roten Armee verliess er Budapest, am 5. Mai 1945 war er in Genf.

### Nachkriegszeit und Tod
Nach dem Krieg wurde sein Verhalten in einer Überprüfung der gesamten Botschaftstätigkeit zwar als korrekt beurteilt, aber die Bezeichnung der rechtmässig ausgegebenen Schutzpapiere als «Schweizerpässe» wurde seitens der Polizeiabteilung des Eidgenössischen Politischen Departements als «Kompetenzüberschreitung» gewertet, ohne dass es zu einer formellen Rüge kam. Nach seiner Scheidung 1946 von Gertrud Lutz-Fankhauser heiratete Lutz 1949 die ungarische Jüdin Maria Magdalena Grausz, die er 1944 in Budapest als Schutzsuchende mit ihrer Tochter kennengelernt und als Angestellte beschäftigt hatte.
1952 vertrat Lutz die meist australischen und deutschen Angehörigen der auf dem Friedhof Sarona Bestatteten,:1seq. als deren sterbliche Überreste samt Grabsteinen im Zuge der Stadterweiterung Tel Avivs nach Jerusalem umgebettet wurden.:44
Von 1945 bis 1954 war er in Bern und Zürich für das Eidgenössische Politische Departement (Sektion für fremde Interessen) stationiert. Von 1954 bis 1961 war er schliesslich als schweizerischer Generalkonsul in Bregenz tätig. Aus dem Jahr 1958 ist ein Schreiben von ihm überliefert, das «eindrückliche und tiefe Blicke in die Mentalität des Menschen Carl Lutz und seiner Zeit» bietet. Lutz nimmt darin dezidiert Stellung gegen die Gleichstellung der «primitiven Naturvölker» mit den «weissen Europäern», die im Zitat gipfelt: «Was Gott getrennt hat, soll der Mensch nicht zusammenfügen», geäussert vom Theologen und Premierminister der Südafrikanischen Union Daniel François Malan.
Lutz kämpfte sein Leben lang um die staatliche Anerkennung seiner aussergewöhnlichen Leistungen, die ihm jedoch versagt blieb. 1975 starb er vereinsamt und verbittert und ist auf dem Berner Bremgartenfriedhof begraben.

## Gedenken

### Carl Lutz Gesellschaft
Am 16. August 2018 wurde in Bern die Carl Lutz Gesellschaft als Verein nach Schweizer Recht gegründet.

### Carl Lutz-Memorial im «Schweizerwald» bei Tiberias/IL
Im «Schweizerwald» südlich von Tiberias am See Genezareth besteht ein Aussichtspunkt zu Ehren von Carl Lutz. Das Memorial erinnert an Carl Lutz und will gleichzeitig die Bedeutung von Zivilcourage für unsere Gesellschaft stärken. Die Einweihung am 23. November 2017 begleiteten auch mehrere Personen, die durch einen Schutzbrief von Carl Lutz überlebt hatten, sowie der Schweizer Botschafter in Israel. Das Memorial wurde von den schweizerischen B’nai-B’rith-Logen und dem Jüdischen Nationalfonds Schweiz auf Initiative der Augustin Keller-Loge Zürich errichtet.

### Carl Lutz Foundation
Die Carl-Lutz-Stiftung wurde in Budapest 2004 u. a. von Georg Vámos gegründet. Sie will das Andenken an die Rettungsaktion von Carl Lutz sowie an die zionistische Jugend-Widerstandsbewegung der Chalutzim, welche die Bemühungen von Lutz um die Rettung jüdischer Leben unterstützt hat, bewahren. Die Stiftung unterstützt Forschungsarbeiten und die Herausgabe von Publikationen. Sie hat neben der dortigen permanenten Ausstellung auch verschiedensprachige Fassungen von Informationstafeln als Wanderausstellung weltweit präsentiert.

## Auszeichnung
- 1948 Dankesschreiben der Zweiten Ungarischen Republik[5]
- 1961 Ernennung zum Ehrenkonsul (jedoch ohne entsprechende Gehaltserhöhung)
- 1963 verlieh ihm sein Geburtsort Walzenhausen das Ehrenbürgerrecht (2013 Sonderausstellung über die Judenrettung zu seinen Ehren)[20]
- 1964 ehrte Yad Vashem ihn und seine erste Frau Gertrud Lutz-Fankhauser mit einem Baum und dem Titel Gerechter unter den Völkern
- 1991 Denkmal in Budapest[5]
- 1995 Postume Rehabilitation durch Schweizer Behörden
- 2005 Die Carl Lutz Foundation richtet einen Gedenkraum im so genannten Glashaus in Budapest ein (das Gebäude, ein Originalentwurf des Architekten Lajos Kozma, wurde zeitweise durch die Jewish Agency for Israel und den ungarischen Widerstand genutzt)
- 2010 wurde ein etwa anderthalb Kilometer langer Abschnitt des Budapester Donauufers auf der Pester Seite nördlich der Margaretenbrücke in Carl Lutz rakpart umbenannt[21]
- 2014 Ehrenmedaille der George-Washington-Universität[22]
- 1995 (3. April) Ehrungsfeier zu seinem 100. Geburtstag des Schweizerischen Israelitischen Gemeindebundes in Bern mit Anwesenheit von Bundesrat Flavio Cotti[5]
- 2018 Umbenennung des wichtigsten Sitzungsraums des EDA im Bundeshaus West in Bern in «Salle Carl Lutz»[23]

## Ausstellungen
- 1999 Visas for Life[24]
- 2006 Visa retten Leben – Carl Lutz, Historisches und Völkerkundemuseum St. Gallen[25]
- 2007 Doppelausstellung über Gertrud und Carl Lutz, Lichthof, Universität Zürich[26]

## Filme

### Spielfilm
- Mark Schmidt: Walking with the Enemy. 2013 (mit William Hope als Carl Lutz)

### Dokumentarfilme
- Daniel von Aarburg: Carl Lutz – Der vergessene Held. Sendung DOK, SRF 1 vom 28. August 2014 (51 Minuten)
- Daniel von Aarburg: Carl Lutz – der vergessene Held. Dokumentarfilm (91 Minuten).[27] Weltpremiere am 21./22. Juni 2014 in Budapest[28]
- Dokumentation: Carl Lutz, Der Retter. In der Reihe Vergissmeinnicht, Frankreich, 2016, 26 Min, von Jacques Malaterre, Jean-Yves Le Naour, Ltg. Gabriel Laurent (französisch und deutsch); arte,[29] Erstsendung am 14. Januar 2017. (Mit einem Kommentar des Historikers Krisztián Ungváry. Auch zur Jugend, ab 1942 Kinderverschickungen aus Ungarn (ca. 10'000), die mehrfach ausgestellten 7800 Schutzbriefe – Anmietung des Glashauses für die Jewish Agency und weiterer 72 Gebäude bis zum 15. Oktober 1944, der Staatsstreich der Pfeilkreuzler und deren Morde am Donauufer.)
- Der Mut zum Widerstand – Carl Lutz, Die Vergessenen der Geschichte, arte, 1. November 2020